# Wojciech Żółtowski (reżyser)
Wojciech Żółtowski (ur. 24 sierpnia 1947 w Łodzi) – polski reżyser filmowy i telewizyjny.
Absolwent Uniwersytetu Łódzkiego na kierunku ekonomia. Od 1966 pracownik Wytwórni Filmów Oświatowych w Łodzi.

## Filmografia
Jako II reżyser:
- Cyrograf dojrzałości (1967)
- Jarzębina czerwona (1969)
- Pogoń za Adamem (1970)
- Akcja Brutus (1970)
- Ile jest życia (1974)
- Mgła (film) (1976
- Hasło (film) (1976)
- Wszyscy i nikt (1977)
- Milioner (1977)
- Koty to dranie (1978)
- Zerwane cumy (1979)
- Jeśli serce masz bijące (1980)
- Czwartki ubogich (1981)
- Wilczyca (film) (1982)
- Złe dobrego początki... (1983)

Reżyseria i scenariusz:
- W cieniu nienawiści (1985)